# Wolfgang Hüsken
Wolfgang Hüsken (* 31. März 1948 in Brünen) ist ein deutscher Politiker (CDU). Er war von 2000 bis 2010 Abgeordneter des Landtags von Nordrhein-Westfalen.

## Leben
Nach der Volks- und der Handelsschule bestand Hüsken 1964 die Mittlere Reife. 1964 bis 1969 absolvierte er ein Verwaltungspraktikum und anschließend eine Ausbildung für den gehobenen Kommunaldienst und erhielt 1969 den Abschluss als Diplom-Verwaltungswirt (FH). Danach absolvierte er von 1969 bis 1970 seinen Grundwehrdienst ab und war anschließend von 1970 bis zur Wahl in den Landtag als Amtsleiter bei der Gemeinde Schermbeck im Kreis Wesel tätig. Währenddessen absolvierte er von 1971 bis 1974 ein nebenberufliches Studium an der Verwaltungs- und Wirtschaftsakademie in Duisburg, das er 1974 mit dem Kommunaldiplom abschloss. Von 1984 bis 1993 war er nebenamtlicher Dozent am Studieninstitut für öffentliche Verwaltung in Duisburg und von 1988 bis 2000 ehrenamtlicher Richter am Sozialgericht Duisburg.

## Politik
Hüsken wurde 1997 Mitglied der CDU und ist seit Mai 1997 Beisitzer im Vorstand der Mittelstands- und Wirtschaftsvereinigung der CDU in Hamminkeln. Seit Oktober 1997 ist er Vorsitzender des CDU-Ortsverbandes in Brünen und zudem Mitglied des Vorstandes des Stadtverbandes Hamminkeln. Seit 1999 ist er Mitglied des Rates der Stadt Hamminkeln und Vorsitzender der dortigen CDU-Fraktion und darüber hinaus Vorsitzender der Kommunalpolitischen Vereinigung der CDU des Kreises Wesel. Seit dem 2. Juni 2000 war er Abgeordneter des Landtags von Nordrhein-Westfalen, wo er als ordentliches Mitglied dem Ausschuss für Kommunalpolitik und Verwaltungsstrukturreform und dem Ausschuss für Haushaltskontrolle angehört. Außerdem war er Sprecher seiner Partei im Ausschuss für Haushaltskontrolle.

## Weblink
- Wolfgang Hüsken beim Landtag Nordrhein-Westfalen

| Personendaten    | Personendaten                  |
| ---------------- | ------------------------------ |
| NAME             | Hüsken, Wolfgang               |
| KURZBESCHREIBUNG | deutscher Politiker (CDU), MdL |
| GEBURTSDATUM     | 31. März 1948                  |
| GEBURTSORT       | Brünen                         |